# Église catholique de Faravohitra
L'église de Faravohitra est une église catholique située dans le quartier de Faravohitra du 1er arrondissement d'Antananarivo, capitale de Madagascar.

## Histoire
En 1898, le père jésuite Joseph de Villèle fonde la paroisse Saint-Jean-Baptiste de Faravohitra, qui deviendra une des plus importantes paroisses de la ville et dont il construisit brique après brique.
Dominant les hauteurs de la ville, l'édifice en briques rouges présente un style néo-byzantin avec des éléments romans, notamment des fenêtres cintrées, et se distingue de loin par son clocher à haut pignon, orné de part et d'autre d'horloges.